# Work It Out
„Work It Out” este un cântec al interpretei americane Beyoncé Knowles. El a fost inclus pe coloana sonoră a filmului Austin Powers in Goldmember, unde solista deține unul dintre rolurile principale. Piesa a fost lansată ca primul extras pe single al discului, fiind inclusă și pe unele versiuni ale albumului de debut al artistei, Dangerously in Love.
Compusă pe baza unei mostre a șlagărului „(Shake, Shake, Shake) Shake Your Booty” al formației KC and the Sunshine Band, piesa s-a bucurat de succes în rândul criticilor muzicali de specialitate, care au felicitat influențele de muzică funk. Cântecul a beneficiat și de un videoclip, care a fost filmat în regia lui Matthew Rolston și l-a prezentat și pe actorul Mike Myers. Lansat în prima parte a anului 2002, scurtmetrajul a fost încărcat pe website-ul oficial al MTV, până în prezent acumulând aproximativ 140.000 de vizualizări.
Înregistrarea s-a bucurat de succes moderat în cadrul clasamentelor de specialitate din Europa și Oceania. Astfel, „Work It Out” a debutat pe locul al șaptelea în Regatul Unit și a urcat până pe treapta a treia în Norvegia, unde a fost recompensat și cu un disc de aur. Poziționări notabile au fost obținute și în Danemarca, Irlanda sau Japonia. În Statele Unite ale Americii cântecul a obținut cea mai importată plasare în ierarhia Billboard Hot Dance Club Play.

## Informații generale
Piesa a fost compusă de echipa de producători The Neptunes și i-a fost oferită lui Knowles pentru a o imprima. Înregistrarea a fost inclusă pe coloana sonoră a filmului Austin Powers in Goldmember din anul 2002, unde solista deține unul dintre rolurile principale, cel al lui Foxy Cleopatra. Este unul dintre cele două cântece care poartă semnătura artistei de pe coloana sonoră, al doilea fiind „Hey, Goldmember” ce prezintă o mostră din șlagărul disco al anului 1976 „(Shake, Shake, Shake) Shake Your Booty” al formației KC and the Sunshine Band. Compoziția a fost lansată atât în format digital, cât și pe discuri single sau discuri de vinil, cele din urmă fiind distribuite în Regatul Unit și Statele Unite ale Americii. De asemenea, „Work It Out” servește drept primul single din cariera independentă a lui Beyoncé, însă nu a fost inclus decât pe anumite ediții ale albumului său de debut Dangerously in Love. Înregistrarea a fost interpretată în anul 2006 în cadrul emisiunii-concurs American Idol de către o participantă la competiție, Paris Bennett.
„Work It Out” este un cântec rhythm and blues cu influențe de muzica funk și crunk scris în tonalitatea Sol major. Instrumentalul folosit în compoziție este compus din chitară și pian.

## Lansare și recenzii
Cântecul a fost lansat ca primul extras pe single al coloanei sonore la jumătatea anului 2002. Premiera oficială a piesei s-a materializat pe data de 23 mai 2002 prin intermediului website-ului AOL.com. Primele discuri single au fost distribuite începând cu data de 11 iunie 2002 în Japonia și Statele Unite ale Americii, pentru ca în luna iulie a aceluiași an să înceapă comercializarea compoziției pe teritoriul Regatului Unit. „Work It Out” a fost distribuit și în țări precum Canada sau Germania la intervale de timp diferite. Alături de cântecul interpretat de Beyoncé, un al doilea extras pe single a fost promovat pentru a crește notorietatea filmului și a coloanei sonore, acesta fiind „Boys”, realizat de Britney Spears.
Piesa a fost felicitată de critica de specialitate pentru influențele de funk și elementele specifice muzicii anilor '70. Craig Seymour de la Entertainment Weekly a oferit cântecului o recenzie pozitivă, notându-l cu calificativul „A-” notând și faptul că echipa de compozitori The Neptunes „o lasă pe ambițioasa blondă să geamă, să se tânguie și să suspine”, publicația felicitând întreaga coloană sonoră. Din partea UK Mix piesa a primit două recenzii, primul editor declarând că: „acest omagiu adus anilor '70 nu sună la fel ca orice altceva lansat de mult timp; chiar și producția de încredere a [The] Neptunes fiind aproape de nerecunoscut”, în timp ce Paul Matthews (al doilea editor) consideră că „producția este în particular distinctă și impresionantă, dar din punct de vedere al versurilor nu este atât de bun”, însă a felicitat interpretarea artistei. În cadrul unei prezentări a albumului Dangerously in Love, Mark Anthony Neal  de la PopMatters a catalogat înregistrarea drept „o felie frumoasă de crunk-funk”, iar About.com a apreciat „fuziunea funky” prezentă pe cântec. Lennat Mak (care a prezentat coloana sonoră pentru MTV Asia) a comparat interpretarea lui Knowles cu cea a solistei Kelis, declarându-se totodată neimpresionat de compoziție. De asemenea, Kidz World a fost de părere că „«Work It Out» este atât de funky, încât el pune «f»-ul în funk”, complimentând totodată liniile de bas.

## Ordinea pieselor pe disc
| Nr.                                                  | Titlul              | Durată |
| ---------------------------------------------------- | ------------------- | ------ |
| Descărcare digitală                                  |                     |        |
| 01.                                                  | „Work It Out” [A]   | 4:07   |
| Disc single distribuit în Regatul Unit               |                     |        |
| 01.                                                  | „Work It Out” [B]   | 3:43   |
| 02.                                                  | „Work It Out” [C]   | 9:57   |
| 03.                                                  | „Work It Out” [D]   | 4:50   |
| Disc single distribuit în S.U.A.                     |                     |        |
| 01.                                                  | „Work It Out” [E]   |        |
| 02.                                                  | „Work It Out” [B]   | 3:22   |
| 03.                                                  | „Work It Out” [A]   | 4:07   |
| 04.                                                  | „Work It Out” [F]   |        |
| 05.                                                  | „Work It Out” [G]   |        |
| Maxi single distribuit în Regatul Unit (versiunea 1) |                     |        |
| 01.                                                  | „Work It Out” [A]   | 4:07   |
| 02.                                                  | „Work It Out” [B]   | 3:22   |
| 03.                                                  | „Work It Out” [F]   |        |
| Disc de vinil distribuit în Regatul Unit             |                     |        |
| 01.                                                  | „Work It Out” [H]   | 7:11   |
| 02.                                                  | „Work It Out” [III] |        |
| 03.                                                  | „Work It Out” [D]   | 4:50   |
| Disc de vinil distribuit în S.U.A. (versiunea 1 )    |                     |        |
| 01.                                                  | „Work It Out” [H]   | 7:11   |
| 02.                                                  | „Work It Out” [J]   | 7:43   |
| 03.                                                  | „Work It Out” [C]   | 9:57   |
| 04.                                                  | „Work It Out” [K]   | 6:06   |

| Nr.                                                  | Titlul            | Durată |
| ---------------------------------------------------- | ----------------- | ------ |
| Disc single distribuit în Japonia                    |                   |        |
| 01.                                                  | „Work It Out” [A] | 4:07   |
| 02.                                                  | „Work It Out” [H] | 7:11   |
| Disc single distribuit în Australia                  |                   |        |
| 01.                                                  | „Work It Out” [B] | 3:22   |
| 02.                                                  | „Work It Out” [H] | 7:11   |
| 03.                                                  | „Work It Out” [J] | 7:43   |
| 04.                                                  | „Work It Out” [K] |        |
| Maxi single distribuit în Regatul Unit (versiunea 2) |                   |        |
| 01.                                                  | „Work It Out” [A] | 4:07   |
| 02.                                                  | „Work It Out” [D] | 4:50   |
| 03.                                                  | „Work It Out” [H] | 7:11   |
| Disc de vinil distribuit în S.U.A. (versiunea 2)     |                   |        |
| 01.                                                  | „Work It Out” [A] | 4:07   |
| 02.                                                  | „Work It Out” [L] | 4:39   |
| 03.                                                  | „Work It Out” [M] | 4:00   |
| 04.                                                  | „Work It Out” [N] |        |
| 05.                                                  | „Work It Out” [O] |        |
| 06.                                                  | „Work It Out” [P] |        |
| Disc single distribuit în Germania                   |                   |        |
| 01.                                                  | „Work It Out” [R] | 3:43   |
| 02.                                                  | „Work It Out” [Q] | 9:57   |
| 03.                                                  | „Work It Out” [D] | 4:50   |
| 04.                                                  | „Work It Out” [H] | 7:11   |

Specificații
| - A ^ Versiunea de pe albumul Dangerously in Love. - B ^ Versiune „Radio Edit”. - C ^ Remix „Victor Calderone's Blow Your Horn Dub”. - D ^ Remix „Azza's Nu Soul Mix”. - E ^ Remix „Call Out Hook”. - F ^ Negativ. - G ^ Acapella. - H ^ Remix „Maurice's Nu Soul Mix”. - III ^ Remix „RC Groove Nu Electric Mix”. | - J ^ Remix „Charlie's Nu NRG Mix”. - K ^ Remix „Bonus Beats”. - L ^ Remix „Rockwilder Remix”. - M ^ Remix „Rockwilder Remix” (negativ). - N ^ Remix „The D. Elliot Remix”. - O ^ Remix „The D. Elliot Remix” (negativ). - P ^ Remix „T. Gray Remix”. - R ^ Remix „New Radio Edit”. - Q ^ Remix „Blow Your Horn Dub”. |

## Videoclip
Scurtmetrajul a fost filmat în regia lui Matthew Rolston, acesta reprezentând primul videoclip din cariera independentă a artistei. Acesta debutează cu prezentarea solistei în compania actorului Mike Myers, cel alături de care Knowles este prezentată în filmul Austin Powers în Goldmember. În toate cadrele realizate pentru materialul promoțional, cântăreața emulează personajul din peliculă, Foxy Cleopatra, ea fiind afișată pe o scenă în compania unui grup de muzicieni alături de care interpretează înregistrarea. În paralel, sunt introduse secvențe din producția cinematografică antemenționată. Videoclipul a fost prezentat și în cadrul emisiunii de televiziune Making the Video, găzduită de MTV, „Work It Out” devenind primul scurtmetraj din cariera independentă a lui Knowles ce este inclus în acest program. Materialul a fost încărcat pe website-ul oficial al MTV pe data de 17 iunie 2002, până în prezent acumulând aproximativ 140.000 de vizualizări.

## Prezența în clasamente
„Work It Out” a activat slab în clasamentele din Statele Unite ale Americii, nereușind să activeze nici în Billboard Hot 100, dar nici în Billboard Hot R&B/Hip-Hop Songs. Cu toate acestea a câștigat locul patru în ierarhia Billboard Bubbling Under R&B/Hip-Hop Singles, un echivalent al poziției cu numărul o sută patru în principala listă R&B din S.U.A.. De asemenea, piesa a atins treapta cu numărul unsprezece în Billboard Hot Dance Club Play.
La nivel internațional compoziția s-a bucurat de mai mult succes, ocupând poziții de top 40 într-o serie de liste muzicale din Europa sau Oceania. „Work It Out” a debutat pe locul șapte în Regatul Unit, fiind cea de-a treia cea mai importantă intrare în clasament și devenind astfel primul șlagăr de top 10 al solistei în această regiune. Cântecul a activat și în Norvegia, unde a câștigat locul al treilea, primind și un disc de aur pentru cele peste 5.000 de exemplare comercializate. Piesa a intrat și în clasamentele din Danemarca, Irlanda, Olanda sau Suedia, unde a obținut poziții notabile. De asemenea, în Oceania, „Work It Out” a intrat atât în ierarhiile australiene, dar și în cele neo-zeelandeze.

## Clasamente
| Țară (clasament)            | Poziția maximă | Referință |
| --------------------------- | -------------- | --------- |
| Australia (ARIA)            | 21             | [ 18 ]    |
| Belgia — Flandra (Ultratop) | 52             | [ 18 ]    |
| Belgia — Flandra (Ultratop) | 40             | [ 18 ]    |
| Danemarca (IFPI)            | 14             | [ 18 ]    |
| Elveția (Media Control)     | 48             | [ 18 ]    |
| Franța (SNEP)               | 87             | [ 18 ]    |
| Germania (Media Control)    | 75             | [ 45 ]    |
| Irlanda (IRMA)              | 12             | [ 46 ]    |
| Japonia (Tokio Hot 100)     | 16             | [ 21 ]    |

| Țară (clasament)                       | Poziția maximă | Referință |
| -------------------------------------- | -------------- | --------- |
| Norvegia (VG Lista)                    | 3              | [ 18 ]    |
| Noua Zeelandă (RIANZ)                  | 36             | [ 18 ]    |
| Olanda (Dutch Top 40)                  | 30             | [ 47 ]    |
| Olanda (Dutch Mega Top 100)            | 26             | [ 18 ]    |
| Regatul Unit (OCC — UK Singles Chart)  | 7              | [ 44 ]    |
| Regatul Unit (OCC — UK Urban Chart)    | 2              | [ 48 ]    |
| Suedia (Sverigetopplistan)             | 23             | [ 18 ]    |
| S.U.A. (Billboard Hot R&B Songs)       | 104            | [ 43 ]    |
| S.U.A. (Billboard Hot Dance Club Play) | 11             | [ 22 ]    |

## Versiuni existente
| - „Work It Out” (versiunea de pe albumul Dangerously in Love) - „Work It Out” (versiune „Radio Edit”) - „Work It Out” (remix „Victor Calderone's Blow Your Horn Dub”) - „Work It Out” (remix „Azza's Nu Soul Mix”) - „Work It Out” (remix „Call Out Hook”) - „Work It Out” (negativ) - „Work It Out” (acapella) - „Work It Out” (remix „Maurice's Nu Soul Mix”) - „Work It Out” (remix „RC Groove Nu Electric Mix”) | - „Work It Out” (remix „Charlie's Nu NRG Mix”) - „Work It Out” (remix „Bonus Beats”) - „Work It Out” (remix „Rockwilder Remix”) - „Work It Out” (remix „Rockwilder Remix” (negativ)) - „Work It Out” (remix „The D. Elliot Remix”) - „Work It Out” (remix „The D. Elliot Remix” (negativ)) - „Work It Out” (remix „T. Gray Remix”) - „Work It Out” (remix „New Radio Edit”) - „Work It Out” (remix „Blow Your Horn Dub”) |

## Personal
Datele despre personal sunt preluate de pe coperta albumului Dangerously in Love.
- Beyoncé Knowles – compozitoare, voce, versuri, producător vocal
- The Neptunes (Pharrell Williams și Chad Hugo) – compoziție, versuri, producere

## Datele lansărilor
| Țara         | Data lansării     | Casă de discuri  | Format           | Referințe |
| ------------ | ----------------- | ---------------- | ---------------- | --------- |
| S.U.A.       | 23 mai 2002       | Columbia Records | premieră (audio) | [ 1 ]     |
| S.U.A.       | 11 iunie 2002     | Columbia Records | disc single      | [ 26 ]    |
| Japonia      | 11 iunie 2002     | Columbia Records | disc single      | [ 29 ]    |
| Regatul Unit | 15 iulie 2002     | Columbia Records | disc single      | [ 2 ]     |
| Canada       | 12 august 2002    | Columbia Records | disc single      | [ 30 ]    |
| Germania     | 20 octombrie 2002 | Columbia Records | disc single      | [ 50 ]    |

## Certificări și vânzări
| \| Țara \| Vânzări \| Certificare \| Referințe \| \| -------- \| ------- \| ----------- \| --------- \| \| Norvegia \| +5.000 \| \| [20] \| | Note - reprezintă „disc de aur”; |             |           |
| Țara | Vânzări                          | Certificare | Referințe |
| Norvegia | +5.000                           |             | [ 20 ]    |